# Heidi Klawitter
Heidi Klawitter (* 1960 in Dresden) ist eine ehemalige deutsche Radrennfahrerin und nationale Meisterin im Radsport.

## Sportliche Laufbahn
Klawitter war im Straßenradsport und im Bahnradsport aktiv. Sie war eine der dominierenden Radrennfahrerinnen in der DDR. Bei den DDR-Bahn-Radmeisterschaften 1982 gewann sie den 20. nationalen Titel in ihrer Laufbahn. Von 1979 bis 1983 holte sie den Titel im Straßenrennen. Obwohl in der DDR nur relativ wenige Rennen im Straßenradsport für Frauen ausgerichtet wurden, konnte sie rund 20 Siege auf der Straße feiern.
1978 bis 1980 und 1982 gewann sie im Bahnradsport den Titel in der Einerverfolgung. Ihre stärkste Kontrahentin bei den Bahnmeisterschaften im Sprint war einige Jahre lang die Eisschnellläuferin Christa Luding-Rothenburger. 1978, 1979, 1981 und 1983 wurde Klawitter Vize-Meisterin im Sprint, 1978, 1980, 1982 und 1983 im Zeitfahren. 
Da der Frauenradsport in der DDR in ihrer aktiven Zeit keinen Förderstatus hatte, blieb ihr die Teilnahme an den UCI-Weltmeisterschaften verwehrt. 1984 beendete sie ihre sportliche Laufbahn. Klawitter startete für die SSG Bad Lausick, BSG Einheit Leipzig-Ost und die BSG Einheit Radebeul.